# Davies Gilbert

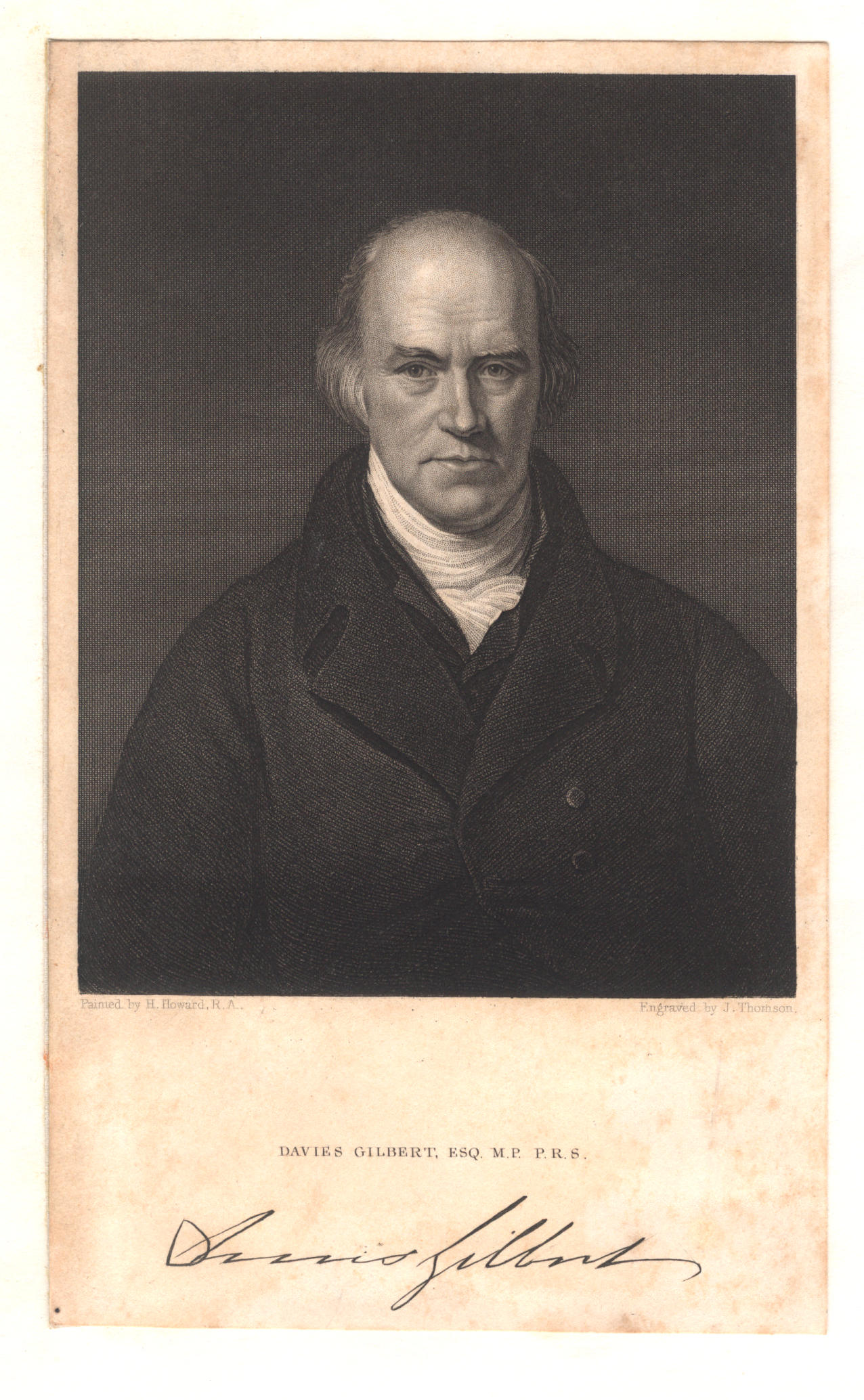
Davies Gilbert

Davies Gilbert (* 6. März 1767 in St Erth, Cornwall, England als Davies Giddy; † 24. Dezember 1839 in Eastbourne, Sussex, England) war ein britischer Geologe, Politiker und Schriftsteller.

## Leben und Wirken
1789 erwarb Davies Giddy einen Master an der Oxford University, 1794 ebendort einen LL. D. (Doktor der Rechte), 1832 einen D. C. L (Doctor of Civil Law). In Oxford freundete er sich mit Thomas Beddoes an. 1792/93 war er Sheriff von Cornwall. Von 1804 bis 1832 war er Mitglied des House of Commons, zunächst für Helston, ab 1806 für Bodmin. Nach dem Reform Act 1832 kandidierte er nicht erneut. 1808 heiratete er Mary Anne Gilbert, später Pflanzenbauwissenschaftlerin, deren Namen er etwa 1816/1817 annahm, damit beide das Familienerbe der Gilberts antreten konnten. Das Paar hatte zwei Söhne, darunter John Davies Gilbert, und vier Töchter.
Mit dem Juristen und Antiquar William Sandys gab er mehrere Gesangbücher mit traditionellen Liedern heraus, u. a. das Weihnachtsliederbuch Gilbert and Sandys Carols (1833).

## Ehrungen
Am 17. November 1791 wurde Gilbert zum Mitglied („Fellow“) der Royal Society gewählt. Von 1819 bis 1827 war Gilbert Schatzmeister, von 1827 bis 1830 Präsident. 1828 wurde er zum Ehrenmitglied (Honorary Fellow) der Royal Society of Edinburgh gewählt und 1832 als ausländisches Ehrenmitglied in die American Academy of Arts and Sciences aufgenommen.
Nach Gilbert ist die Gilbert Strait benannt, eine Meerenge in der Antarktis.

## Schriften
- Parochial History of Cornwall, 1838
- A Plain Statement of the Bullion Question
- als Hrsg.:
  - Some Ancient Christmas Carols, 1822 (darunter: While Shepherds Watched Their Flocks)
  - Carols Ancient and Modern, 1823 (darunter: The First Nowell)